# ۱۰۲۲ (میلادی)
۱۰۲۲ (میلادی) هزار و بیست و دومین سال تقویم میلادی است.

## زادگان
- هارولد گادوینسن، پادشاه انگلستان (تاریخ احتمالی)

‎